# کروز داس الماس
کروز داس الماس (به پرتغالی: Cruz das Almas) یک منطقهٔ مسکونی در برزیل است که در باهیا واقع شده‌است. کروز داس الماس ۱۴۵٫۷۴ کیلومتر مربع مساحت و ۶۳٬۵۹۱ نفر جمعیت دارد.